# Anton Karl Rumpf
Anton Karl Rumpf (* 24. März 1838 in Frankfurt am Main; † 9. Mai 1911 in Frankfurt am Main) war ein Frankfurter Bildhauer.

## Familie

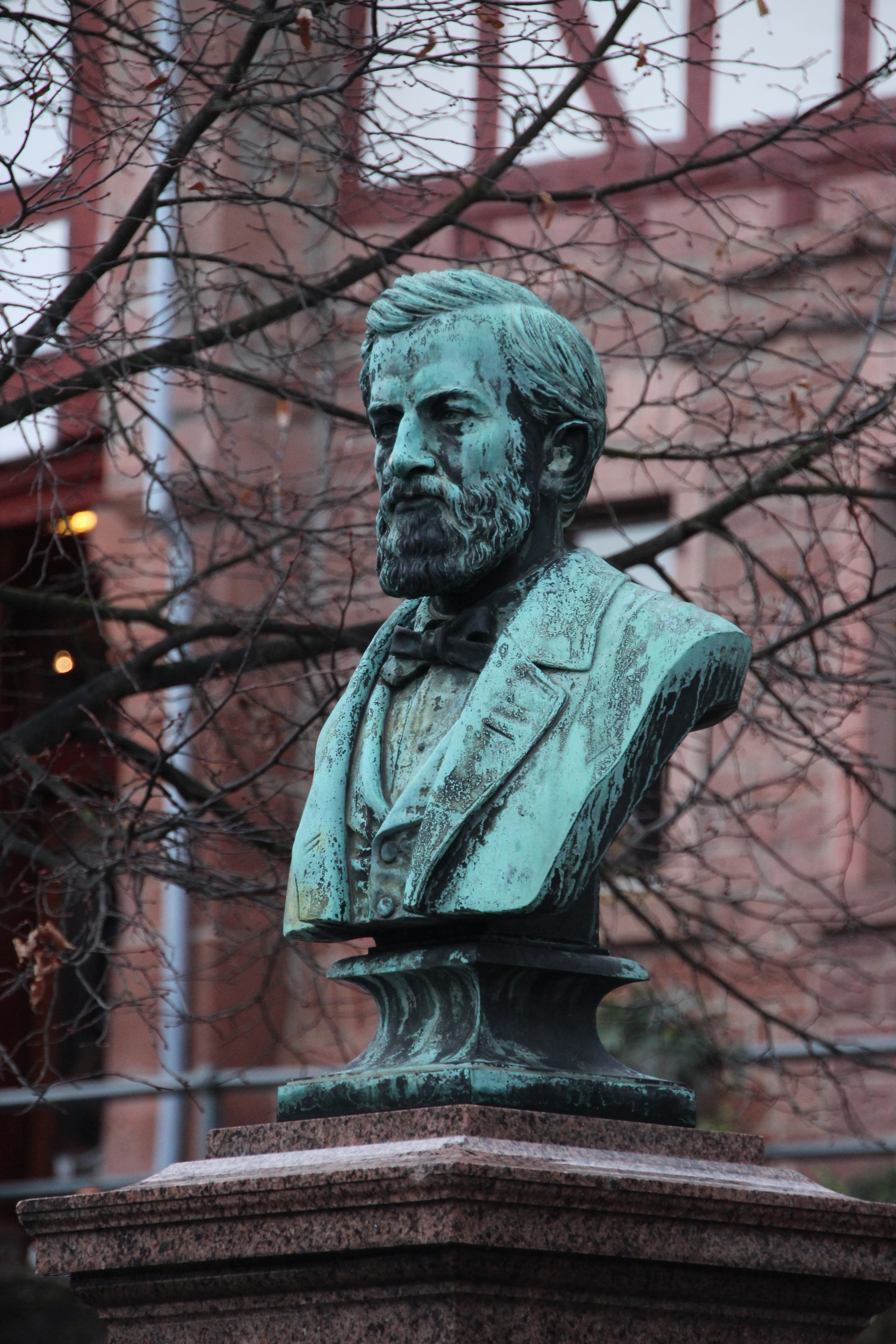
Philipp-Reis-Denkmal in Gelnhausen

Die Familie Rumpf ist seit der Reformation evangelisch. Zu den Vorfahren gehören etliche Pfarrer in Oberhessen, besonders im Raum Butzbach, wo der Stammbau bis 1480 zurückzuverfolgen ist. Sein Großvater Ludwig Daniel Philipp Rumpf (1762–1845) war der älteste Sohn des zweiten Pfarrers Johann Georg Friedrich Rumpf (1729–1774) in Oberroßbach. Sein Großvater war Tapeziermeister und Möbelbauer und enger Mitarbeiter von Nicolas Alexandre Salins de Montfort. Dieser aus Frankreich stammende Architekt hatte in seiner Heimat schon in jungen Jahren für hochstehende weltliche und kirchliche Bauherren gearbeitet und war im Zuge der französischen Revolution nach Frankfurt am Main gekommen und schuf hier in den 1790er und 1800er Jahren einige für die Zeit bahnbrechend moderne Bauten des Klassizismus. Sein Vater Heinrich Friedrich Rumpf arbeitete ebenfalls unter Nicolas Alexandre Salins de Montfort, wobei sein Vater sich zunächst in Fulda unter Clemens Wenzeslaus Coudray, von 1815 bis 1817 dann – wohl auf Empfehlung seines Lehrmeisters – an der École des Beaux-Arts in Paris ausbilden ließ. Noch 1817 nahm Vater Heinrich Friedrich Rumpf eine Tätigkeit als Architekt in Frankfurt am Main auf, die in die Ära des puristisch-klassizistischen Stadtbaumeisters Johann Friedrich Christian Hess fiel. Am 16. März 1831 heiratete sein Vater Elisabeth Vogel (* 18. November 1808; † 5. Januar 1879), aus deren Ehe acht Kinder hervorgingen. Sein ältester Bruder Ludwig Daniel Philipp (1831–59) wurde ebenfalls Architekt, starb aber schon 28-jährig in Rom. Der zweite Bruder Ernst Friedrich Felix Rumpf (* 1833), promovierter Jurist, war Landgerichtspräsident und wurde Senatspräsident am Oberlandesgericht Kassel. Anton Karl Rumpf war der dritte Sohn und wurde Bildhauer in Frankfurt. Anton Karl Rumpf war verheiratet mit Marie Viktoire Wirsing. Ihr Sohn Johann Hermann Rumpf (1875–1942), promovierte und wurde Rechtsanwalt und war Stadtverordneter in Frankfurt am Main.

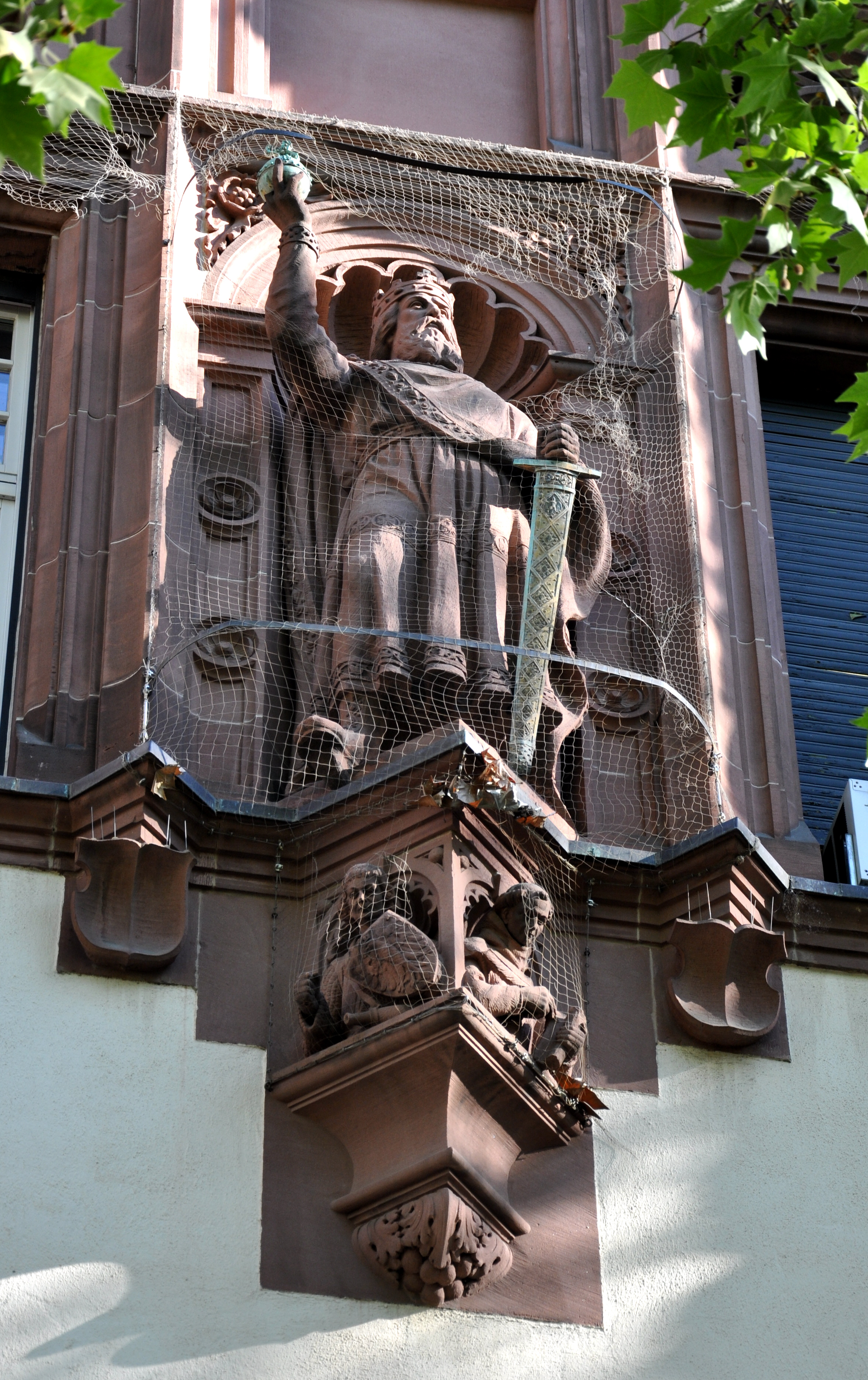
Anton Karl Rumpf-Kaiser Karl der Große-Neues Rathaus Ffm Südbau Limpurergasse

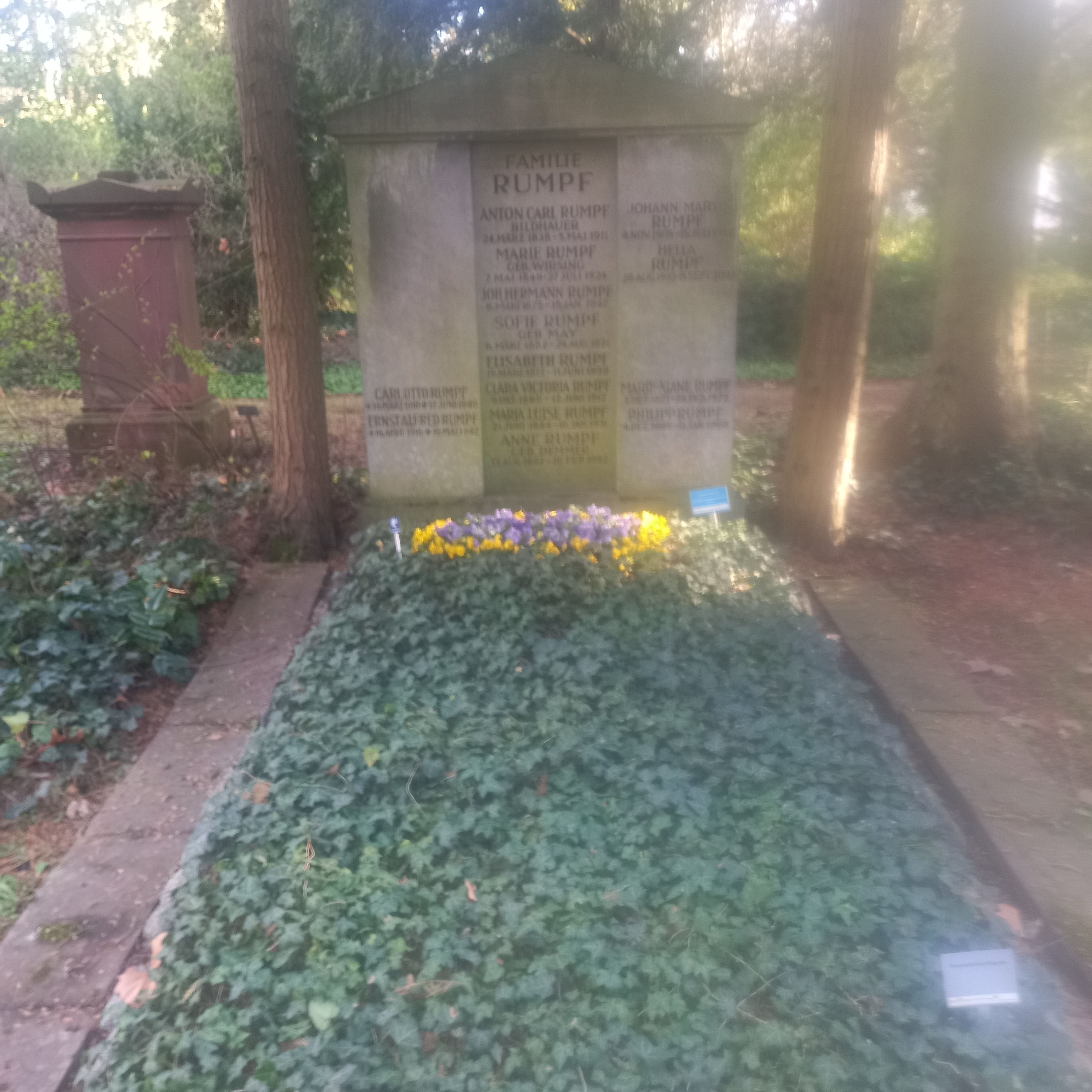
Das Grab von Anton Karl Rumpf und seiner Ehefrau Marie geborene Wirsing im Familiengrab auf dem Hauptfriedhof (Frankfurt am Main)

## Ausbildung
Er begann seine Ausbildung zum Bildhauer am Städelschen Kunstinstitut Frankfurt am Main unter Johann Nepomuk Zwerger (1796–1868), wechselte dann 1859 nach Nürnberg zur 1829 von Jacob Daniel Burgschmiet gegründeten ersten Kunstgießerei (heute Kunstgießerei Lenz). Ein Jahr später arbeitete er unter Ferdinand von Miller an der Königlichen Erzgießerei in München und im Atelier des Bildhauers Max von Widnmann. Seine Hauptausbildung verdankt er seinen Studien bei dem Bildhauer Johannes Schilling an der Kunstakademie Dresden. 1866–68 verweilte er in Italien, um 1871 das verwaiste Atelier von Eduard Schmidt von der Launitz (1797–1869), einem verstorbenen Bildhauer, Kunsthistoriker und Lehrer am Städelschen Kunstinstitut und Schöpfer des Gutenberg-Denkmals in Frankfurt am Main zu übernehmen.

## Tätigkeiten und Werke
Er war von 1884 bis 1885 und 1890–91 Vorsitzender der Frankfurter Künstlergesellschaft und schuf u. a. Grabskulpturen in Frankfurt am Main und Wien, sowie zahlreiche Plastiken an verschiedenen öffentlichen Gebäuden vorwiegend in Frankfurt am Main, wie am Opernhaus die vier Lebensalter zur Seite der drei Parzen im nördlichen Giebelfeld oder auch die Merkur-Skulptur an der Frankfurter Wertpapierbörse. Für den Frankfurter Hauptbahnhof schuf er ebenso Plastiken so die Gruppe „Vergnügungsreise“ in der Bahnsteighalle des Hauptbahnhofs, wie mehrere alttestamentliche Figuren für den neuen Turm des Frankfurter Doms. Auch schuf er eine große Zahl von Denkmalproträts von Zeitgenossen aus der damaligen Frankfurter Gesellschaft sowie historische Persönlichkeiten der Frankfurter Stadtgeschichte, darunter mehrfach Goethe oder Philipp Jakob Spener.